# Alina Böhm
Alina Böhm (* 14. Juni 1998 in Böbingen an der Rems) ist eine deutsche Judoka. Sie wurde 2022 und 2023 Europameisterin im Halbschwergewicht, 2024 wurde sie Europameisterschaftsdritte.

## Karriere
Alina Böhm kämpfte bis 2020 in der Gewichtsklasse bis 70 Kilogramm und seit 2021 in der Gewichtsklasse bis 78 Kilogramm. Ihr Heimatverein ist das Judozentrum Heubach.
2015 gewann Böhm die Goldmedaille bei den Kadetten-Europameisterschaften in Sofia. Einen Monat später unterlag sie der Kroatin Karla Prodan im Finale der Kadetten-Weltmeisterschaften. 2019 erkämpfte Böhm eine Bronzemedaille bei den U23-Europameisterschaften. Anfang 2020 gewann sie ihren ersten deutschen Meistertitel in der Erwachsenenklasse.
Nach der Zwangspause wegen der COVID-19-Pandemie erreichte Böhm im November 2021 in ihrer neuen Gewichtsklasse das Finale beim Grand Slam in Abu Dhabi und verlor gegen die Britin Emma Reid. Im Februar 2022 erreichte sie beim Turnier in Tel Aviv erneut ein Grand-Slam-Finale und unterlag der Polin Beata Pacut. Am 1. Mai 2022 stand Böhm zum dritten Mal innerhalb eines halben Jahres in einem internationalen Finale und besiegte bei den Europameisterschaften in Sofia die Niederländerin Guusje Steenhuis. Ein Jahr später siegte Böhm im Finale der Europameisterschaften gegen Alice Bellandi aus Italien und sicherte sich ihren zweiten EM-Titel. Im April 2024 bei den Europameisterschaften in Zagreb unterlag Böhm im Viertelfinale der Französin Audrey Tcheuméo, konnte sich aber mit zwei Siegen in der Hoffnungsrunde noch eine Bronzemedaille sichern.